# Quân đội Quốc gia Việt Nam
Quân đội Quốc gia Việt Nam (tiếng Pháp: Armée Nationale Vietnamienne, ANV) là lực lượng vũ trang của Quốc gia Việt Nam, là một phần của Quân đội Liên hiệp Pháp, được sự bảo trợ tài chính và chỉ huy từ Liên hiệp Pháp, tồn tại từ 1950 đến 1955.
Trước khi quân đội của chính thể Quốc gia Việt Nam được thành lập thì tên gọi "Quân đội Quốc gia Việt Nam" đã được sử dụng với tư cách danh xưng chính thức của quân đội Việt Nam Dân chủ Cộng hòa từ năm 1945. Đến năm 1950 thì mới đổi tên thành Quân đội nhân dân Việt Nam.

## Hình thành

### Thời kỳ Cộng hòa Tự trị Nam Kỳ (1946–1949)
Trong suốt thời gian chiếm đóng Bán đảo Đông Dương, quân đội Pháp có tuyển những người Việt phục vụ trong quân đội để đáp ứng nhu cầu chiến trường. Các quân nhân này được đào tạo theo quy chế Pháp và đại đa số là binh lính, hạ sĩ quan với một số rất ít sĩ quan.
Khi chiến tranh lan rộng ở Nam Kỳ, để huy động thêm nguồn nhân lực nhằm để chống lại tổ chức phong trào kháng chiến Việt Minh của Đảng Cộng sản Việt Nam (trụ sở ở Hà Nội), người Pháp đã thành lập ra các Lực lượng phụ trợ (Forces suppletives) bao gồm lính người Nam Kỳ được tuyển mộ tại địa phương do sĩ quan Pháp chỉ huy. Ngày 1 tháng 10 năm 1946, Vệ binh Cộng hòa Nam Kỳ được thành lập, là lực lượng quân sự đầu tiên của Chính phủ Cộng hòa Tự trị Nam Kỳ. Ngày 9 tháng 6 năm 1948, Lực lượng này được đổi tên thành Vệ binh Nam Việt. Ngày 12 tháng 4 năm 1947, Lực lượng Bảo vệ quân ra đời tại Huế, năm 1948 đổi tên thành Việt binh đoàn. Tháng 7 năm 1948, lực lượng quân sự người Việt tại Bắc Kỳ ra đời mang tên Bảo chính đoàn. Thực chất, đây là những Lực lượng quân sự địa phương, tổ chức để hỗ trợ quân lực chính quy (quân đội Pháp), về nguyên tắc là trực thuộc chính quyền tự trị người Việt nhưng thực tế vẫn do các sĩ quan Pháp chỉ huy.

### Thời kỳ Quốc gia Việt Nam (1949–1955)

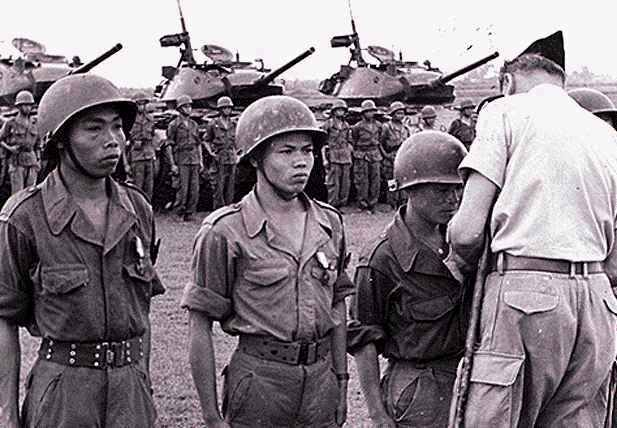
Sĩ quan Pháp trao huân chương cho binh lính quân đội Quốc gia Việt Nam

Theo Hiệp định Élysée (1949), Quốc gia Việt Nam được thành lập, có quân đội và cơ quan ngoại giao riêng, đây là một Chính phủ được Pháp lập nên nhân danh nghĩa chống cộng và dân tộc chủ nghĩa nhằm chống lại Việt Minh và Việt Nam Dân chủ Cộng hòa. Theo nghị định quốc phòng ngày 13 tháng 4 năm 1949, một Lực lượng Quân đội Quốc gia được thành lập, lấy tên là Vệ binh Quốc gia Các lực lượng Vệ binh Nam Việt, Việt binh đoàn, Bảo chính đoàn và Vệ binh sơn cước được chuyển sang Vệ binh Quốc gia.
Ngày 11 tháng 5 năm 1950, Thủ tướng Trần Văn Hữu tuyên bố chính thức thành lập Vệ binh Quốc gia Việt Nam với quân số lúc đó là 60.000 người.
Ngày 8 tháng 12 năm 1950, Quốc gia Việt Nam và Pháp ký Hiệp định quân sự thành lập Quân đội Quốc gia bằng cách đặt một số đơn vị quân đội người Việt do Pháp thành lập dưới quyền chỉ huy của Quốc gia Việt Nam. Dự kiến quân đội này sẽ bao gồm 120.000 quân và 4.000 sĩ quan. Tất cả sĩ quan đều phải là người Việt. Quốc trưởng Bảo Đại là Tổng chỉ huy quân đội này từ năm 1950 đến 1955.
Về việc thành lập Quân đội Quốc gia Việt Nam, tướng Jean de Lattre de Tassigny nhận xét người Việt có khả năng trở thành những chiến binh xuất sắc. Chỉ cần vài tuần huấn luyện là có thể tạo ra những đơn vị có khả năng tác chiến. Với số thanh niên đông đảo tại Việt Nam, nếu Quốc gia Việt Nam không tuyển mộ thì Việt Minh sẽ thu hút nguồn nhân lực đó. Vấn đề của Quân đội Quốc gia Việt Nam là thiếu chỉ huy người Việt. Để giải quyết vấn đề này cần sự trợ giúp của Mỹ.
Trong nỗ lực thành lập Quân đội Quốc gia Việt Nam, vấn đề cơ bản là đào tạo sĩ quan và hạ sĩ quan. Quốc gia Việt Nam thừa nhận tình trạng thiếu những người được huấn luyện quân sự nhưng tuyên bố vì lý do chính trị, việc sử dụng sĩ quan Pháp là trở ngại. Pháp có trách nhiệm hỗ trợ Việt Nam trong công tác huấn luyện sĩ quan. Trong khi đó, Pháp lại không chấp nhận trang bị vũ khí cho những đơn vị Quân đội Quốc gia Việt Nam mới thành lập trừ khi Việt Nam chấp nhận một tỷ lệ nhất định sĩ quan Pháp trong Quân đội Quốc gia Việt Nam trong thời gian sĩ quan Việt Nam đang được đào tạo tại những cơ sở huấn luyện mới thành lập.
Sau hai lần thay đổi nội các, Quốc trưởng Bảo Đại ký Dụ số 43 ngày 23 tháng 5 năm 1952 thành lập Bộ Tổng tham mưu Quân đội Quốc gia. Tổng tham mưu trưởng đầu tiên là một sĩ quan người Việt quốc tịch Pháp, nguyên Đại tá Chánh Võ phòng của Quốc trưởng, tân Thiếu tướng Nguyễn Văn Hinh. Trụ sở Bộ Tổng tham mưu đặt tại số 1 đường Galiéni, tức thành Ô Ma (Camp Aux Mares), Sài Gòn. Toàn Việt Nam được phân thành 4 quân khu đầu tiên và một số sĩ quan cấp tá người Việt đã được bổ nhiệm vào chức vụ Tư lệnh Quân khu. Đệ Nhất Quân khu tại Nam Việt (Tư lệnh: Đại tá Lê Văn Tỵ), Đệ Nhị Quân khu tại Trung Việt (Tư lệnh: Trung tá Nguyễn Ngọc Lễ), Đệ Tam Quân khu tại Bắc Việt (Tư lệnh: Trung tá Nguyễn Văn Vận), Đệ Tứ Quân khu tại Cao nguyên Trung phần (Tư lệnh: Trung tá Linh Quang Viên). Cùng năm, Binh chủng Hải quân và Binh chủng Nhảy dù được thành lập. Tuy vậy, các Tư lệnh chiến trường của Pháp lại có quyền yêu cầu các đơn vị của Quốc gia Việt Nam hỗ trợ trong các cuộc hành quân.

## Sự chỉ huy của Pháp
Một mặt, Pháp cho thành lập các đơn vị cấp tiểu đoàn Quân đội Quốc gia Việt Nam với chỉ huy tiểu đoàn là người Việt; mặt khác, vai trò chỉ huy ở cấp cao hơn của quân Pháp vẫn được Hiệp ước Elysee đảm bảo bằng quy định: "Trong thời chiến, toàn thể quân đội Quốc gia Việt Nam và Liên hiệp Pháp được đặt chung dưới quyền chỉ huy của Ủy ban quân sự mà Tư lệnh sẽ là một sĩ quan Pháp có một Tham mưu trưởng phụ tá."
Đa số các chỉ huy lực lượng Liên hiệp Pháp tại Đông Dương ủng hộ sự phát triển của Quân đội Quốc gia Việt Nam. Marcel Carpentier, vị chỉ huy lực lượng Liên hiệp Pháp tại Đông Dương (1949-1950), ủng hộ sự lớn mạnh quân sự của Quân đội Quốc gia Việt Nam mà Pháp đã hứa hẹn, nhưng ông bác bỏ dự án của Mỹ để viện trợ trực tiếp cho Quân đội Quốc gia Việt Nam.
Người kế nhiệm, tướng Jean de Lattre de Tassigny, chỉ huy cao nhất của lực lượng Liên hiệp Pháp tại Đông Dương giai đoạn 1950-1951 thì cố gắng hỗ trợ xây dựng và huấn luyện các đơn vị binh sĩ người Việt. Ông muốn xây dựng Phòng tuyến De Lattre với một loạt căn cứ quân sự mạnh từ Móng Cái đến Vĩnh Yên rồi về phía Nam tới bờ biển để ngăn không cho Việt Minh xâm nhập vào đồng bằng sông Hồng. De Lattre cần khoảng 10.000 người để thành lập các đơn vị cơ động tuần tiễu chống Việt Minh nhưng Bộ Tổng tham mưu Pháp không đồng ý tăng quân vì sự phản đối của cánh tả và dân chúng Pháp. Ông hy vọng Quân đội Quốc gia Việt Nam sẽ cung cấp cho ông lượng nhân lực cần thiết. Bảo Đại chần chừ trong việc thành lập Quân đội Quốc gia Việt Nam vì thiếu sĩ quan chỉ huy còn một số quan chức Pháp mang tư tưởng thực dân chống lại việc có một lực lượng quân sự bản xứ không do Pháp trực tiếp kiểm soát. De Lattre thuyết phục người Pháp cần có một Quân đội Quốc gia do người Việt chỉ huy để đỡ gánh nặng quân sự cho Pháp đồng thời hỗ trợ Quốc gia Việt Nam thành lập Trường Võ bị Liên quân Đà Lạt. Ông bắt đầu thực hiện chương trình tăng quân số và trang bị thêm các đơn vị thiết giáp và pháo binh. Tuy nhiên, cố gắng này có phần muộn màng vì de Lattre phải trở về Pháp năm 1951.
Tướng Henri Navarre, chỉ huy cao nhất của lực lượng Liên hiệp Pháp tại Đông Dương vào những năm 1953-1954, tiếp tục ủng hộ sự phát triển Quân đội Quốc gia Việt Nam. Thời kỳ này Quân đội Quốc gia Việt Nam tăng số quân, lập đơn vị lớn hơn. Trong việc phối hợp với quân đội Pháp chống lại Việt Minh, Quân đội Quốc gia Việt Nam được giao thêm trách nhiệm và thêm quyền tự quyết. Nhờ sự ủng hộ của Henri Navarre 107 tiểu đoàn mới được thành lập gồm 95.000 binh sĩ.
Mục đích của Pháp đối với Quân đội Quốc gia Việt Nam như tướng Henri Navarre đã viết: "...cuộc chiến tranh này phải được chỉ đạo và muốn như vậy sự thống nhất hành động chính trị và quân sự phải được thực hiện trong hàng ngũ của chúng ta cũng như bên đối phương đã từng làm... Cuối cùng, tôi yêu cầu là cần phải làm tất cả để các quốc gia liên kết (trong đó có Quốc gia Việt Nam) phải thực sự tham gia chiến tranh... Đồng thời Mỹ phải từ bỏ ý định thay thế ảnh hưởng của họ."

## Quá trình phát triển

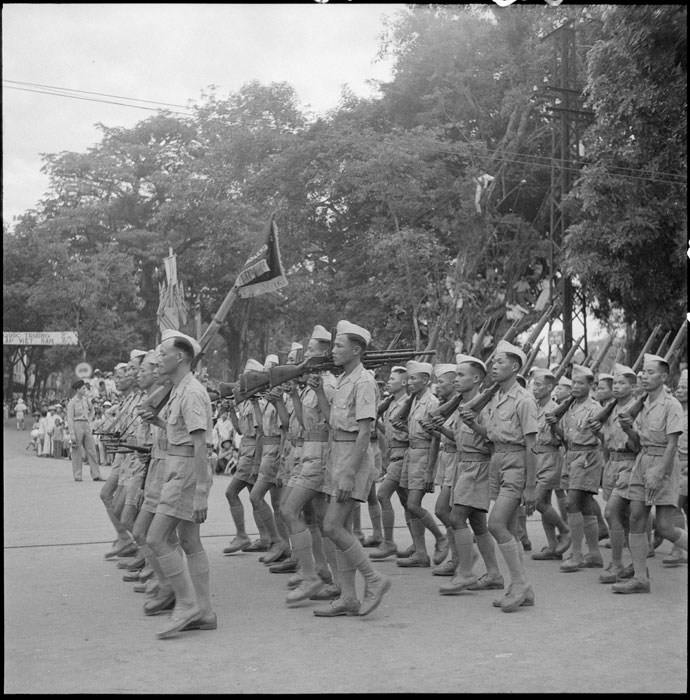
Cuộc diễn hành của một tiểu đoàn Quân đội Quốc gia Việt Nam. Ảnh chụp tại Hồ Gươm ngày 14 tháng 7 năm 1951.

### Quân số
Ban đầu, người Pháp từ chối hỗ trợ thành lập Quân đội Quốc gia Việt Nam. Khi đã chấp nhận hỗ trợ, họ không chịu trang bị pháo binh, thiết giáp và không quân cho Quân đội Quốc gia Việt Nam. Vì vậy Quân đội Quốc gia Việt Nam chỉ toàn bộ binh hạng nhẹ.
Trong thời gian tồn tại, quân đội này phát triển nhanh nhưng cũng gặp rất nhiều khó khăn. Vào tháng 5 năm 1951, Quân đội Quốc gia Việt Nam có quân số chưa đầy 40.000. Tháng 6, chính phủ Trần Văn Hữu phát động "tổng động viên" để lấy thêm 60.000 người cho đợt huấn luyện 2 tháng. Đến Tháng 12 năm 1951 thì quân số đạt 128.000 người.
Tính đến năm 1952, Quân đội Quốc gia có 135.000 người được tổ chức thành 36 tiểu đoàn bộ binh, 3 đội thiết giáp trinh sát, 2 đại đội pháo binh. Tính đến mùa đông năm 1953 Quân đội Quốc gia có 200.000 quân chính quy (trong đó có 50.000 quân dự bị) và 78.000 địa phương quân. Vào Tháng 12 năm 1954 thì quân số trong Quân đội Quốc gia Việt Nam tổng cộng là 230.000 người, trong đó có 165.000 quân chính quy và 65.000 quân địa phương. Số tiền người Pháp bỏ ra để viện trợ cho hoạt động của quân đội này là: 524 tỉ francs năm 1952, 585 tỉ năm 1953, 575 tỉ năm 1954. Viện trợ quân sự của Pháp chiếm 60% ngân sách quốc phòng của Quốc gia Việt Nam.

### Sĩ quan

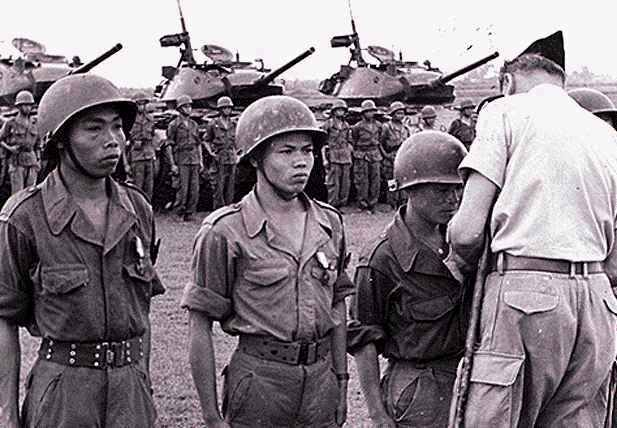
Sĩ quan Pháp trao huân chương cho binh lính quân đội Quốc gia Việt Nam

Ngày 1 tháng 12 năm 1948. chính phủ Quốc gia Việt Nam lập ra Trường Sĩ quan Việt Nam ở Đập Đá, Huế để đào tạo nhân sự chỉ huy cho Quân đội Quốc gia Việt Nam. Hai năm sau, trường sở được chuyển lên Đà Lạt với tên mới là Trường Võ bị Liên quân Đà Lạt có 200 học sinh, khai giảng ngày 5 tháng 11 năm 1950.
Hai Trường Sĩ quan Trừ bị (Écoles d'officiers de Réserve) Thủ Đức và Nam Định được thành lập ngày 11 tháng 5 năm 1950 và chính thức hoạt động ngày 1 tháng 10 năm 1951, có trách nhiệm đào tạo sĩ quan cho Quân đội Quốc gia Việt Nam. Số lượng học sinh của hai trường là 600. Số sĩ quan đào tạo được trong giai đoạn 1951 - 1954 của hai trường này là:
- Trường sĩ quan Trừ bị Thủ Đức: 5.368 sĩ quan
- Trường sĩ quan Trừ bị Nam Định: 255 sĩ quan (trường này chỉ mở một khóa duy nhất từ 1/10/1951 đến 1/6/1952)

Tổng số sĩ quan hai trường đào tạo được trong giai đoạn 1951 - 1954 là 5.623 người. Sau khi tốt nghiệp, các sĩ quan được phong hàm Thiếu úy. Trường Sĩ quan Địa phương ở Huế, Sài Gòn, và Hà Nội với 300 học sinh.
Đối với nhân sự chỉ huy thì Tháng 1 năm 1952, chính phủ đã phải giảm thời gian huấn luyện sĩ quan từ 12 tháng xuống 8 tháng để đào tạo kịp sĩ quan. Trong thời gian này Quân đội Quốc gia Việt Nam vẫn còn thiếu sĩ quan cao cấp: chưa có Bộ Quốc phòng và sĩ quan cấp tướng.

### Tướng lĩnh
Trước khi Quân đội Quốc gia Việt Nam được thành lập, một số chỉ huy cao cấp của lực lượng phụ lực quân cũng mang hàm cấp tướng, chỉ có giá trị danh nghĩa nội bộ. Mãi đầu năm 1952, Đại tá Nguyễn Văn Hinh, Chánh võ phòng Quốc trưởng Bảo Đại được phong quân hàm Thiếu tướng Quân đội Quốc gia Việt Nam và được bổ nhiệm vào Tổng tham mưu trưởng của Bộ Tổng tham mưu Quân đội Quốc gia Việt Nam mới được thành lập. Ông chính là tướng lĩnh chính thức đầu tiên của Quân đội Quốc gia Việt Nam.
| TT | Họ tên          | Thời gian sống | Cấp bậc                               | Ghi chú                                                                                   |
| -- | --------------- | -------------- | ------------------------------------- | ----------------------------------------------------------------------------------------- |
| 1  | Nguyễn Văn Hinh | 1915-2004      | Thiếu tướng (1952) Trung tướng (1953) | Tổng tham mưu trưởng Quân đội Quốc gia Việt Nam Tướng lĩnh đầu tiên của Quốc gia Việt Nam |
| 2  | Nguyễn Văn Vỹ   | 1916-1981      | Thiếu tướng (1954)                    | Tổng tham mưu trưởng Quân đội Quốc gia Việt Nam                                           |

### Biên chế
Biên chế chính thức cao nhất của Quân đội Quốc gia Việt Nam là cấp tiểu đoàn. Từ năm 1949, Bộ Quốc phòng Quốc gia Việt Nam đã cho thành lập 4 tiểu đoàn bộ binh. Các tiểu đoàn này mang phiên hiệu là Tiểu đoàn Việt Nam (bataillon du Vietnam - BVN), được tổ chức và trang bị giống như một tiểu đoàn bộ binh của Pháp, về lý thuyết có 829 quân nhân, gồm 23 sĩ quan. Các tiểu đoàn này được chuyển đổi từ các tiểu đoàn bộ binh với thành phần là các binh sĩ người Việt trong quân đội Pháp. Từ năm 1949 đến 1951, có cả thảy 24 BVN được thành lập, đánh số từ 1 đến 27 (không có các phiên hiệu số 9, 22 và 26).
Thời gian đầu, toàn bộ cấp chỉ huy của các BVN đều là các sĩ quan Pháp; về sau mới dần được chuyển sang cho các sĩ quan người Việt. Tuy nhiên, do chiến sự gia tăng và áp lực của người Mỹ về yêu cầu tăng nhanh nhân sự người Việt, từ năm 1953, đã có kế hoạch xây dựng 54 tiểu đoàn khinh quân (bataillon léger) nhằm thay thế quân Pháp trong công tác bình định lãnh thổ. Toàn bộ nhân sự các tiểu đoàn khinh quân đều là người Việt, với thành phần sĩ quan tốt nghiệp các khóa sĩ quan trừ bị hoặc chuyển từ các BVN sang. Các với các BVN được trang bị tiêu chuẩn để tác chiến cơ động chủ lực, các tiểu đoàn khinh quân trang bị nhẹ, được sử dụng trong những vùng đồng bằng, chủ yếu trong công tác bình định.

### Địa bàn tác chiến
Về mặt chiến thuật, Việt Nam được chia thành bốn quân khu:
1. Quân khu 1: Nam phần
2. Quân khu 2: Trung phần
3. Quân khu 3: Bắc phần
4. Quân khu 4: Cao nguyên Trung Phần (Tây Nguyên).

## Tham chiến

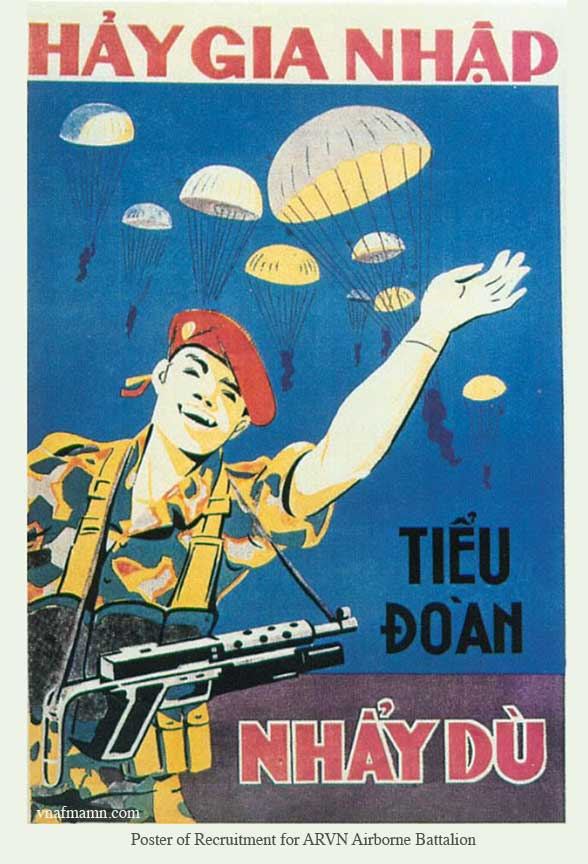
Áp phích tuyển quân của lính dù Quốc gia Việt Nam

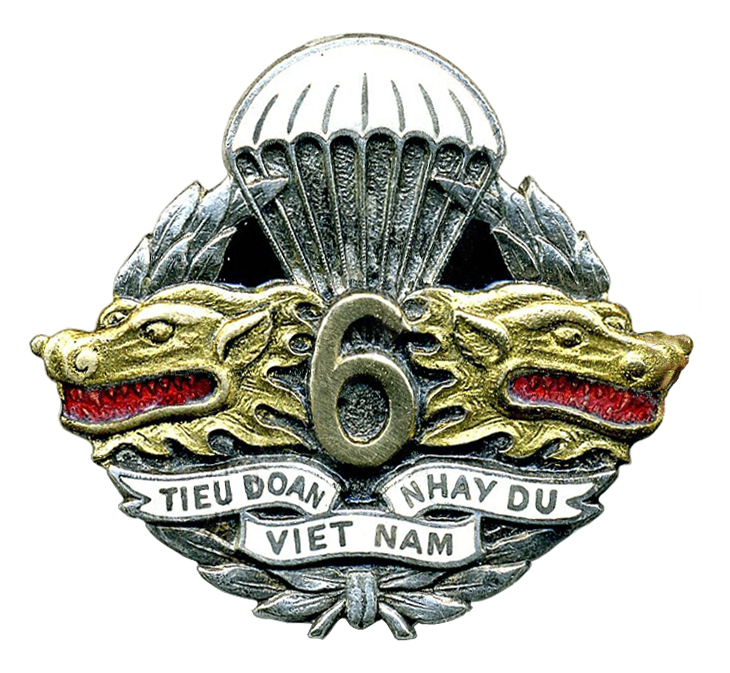
Huy hiệu của Tiểu đoàn nhảy dù số 6

Quân đội Quốc gia Việt Nam phụ thuộc hoàn toàn vào hệ thống hậu cần của Pháp. Do thiếu sĩ quan người Việt nên, đến 20% đơn vị bộ binh và 50% đơn vị hỗ trợ và kỹ thuật vẫn còn sử dụng sĩ quan Pháp. Quân đội này thiếu những chỉ huy được huấn luyện tốt, thiếu kỷ luật, tinh thần chiến đấu thấp. Trong các chiến dịch lớn như trận Nà Sản hay trận Điện Biên Phủ, các đơn vị của quân đội này trên danh nghĩa là do sĩ quan người Việt độc lập chỉ huy, nhưng thực tế các sĩ quan này vẫn nằm dưới sự điều đồng của Bộ Tư lệnh quân đội Liên hiệp Pháp (ví dụ như trận Điện Biên Phủ các tiểu đoàn Quốc gia Việt Nam phải chịu sự chỉ huy chung của trung tá Pháp Pierre Langlais).
Khi đối đầu với lực lượng Quân đội nhân dân Việt Nam, Quân đội Quốc gia Việt Nam thường bị đánh bại. Một số nơi Quân đội Quốc gia Việt Nam đạt được kết quả tốt nhưng nhìn chung Quân đội Quốc gia Việt Nam không đủ sức ngăn chặn sự thâm nhập của Quân đội nhân dân Việt Nam vào Đồng bằng Bắc Bộ.
Tháng 5 năm 1953, Việt Minh đã cho thấy khả năng thực sự của Quân đội Quốc gia Việt Nam, khi lần thứ hai trong vòng chưa đầy 2 năm, ba đại đội Việt Minh tấn công một trường huấn luyện tại Nam Định bắt phần lớn sĩ quan đang được huấn luyện tại đây và thu giữ toàn bộ vũ khí của trường mà không bị một thương vong nào. Một ví dụ khác là trong Trận Điện Biên Phủ, khi thấy các đơn vị Pháp quanh đó bị tiêu diệt, nhiều binh sĩ Quân đội Quốc gia Việt Nam đã đồng loạt đào ngũ, hay tiểu đoàn Dù 5 được điều đi tái chiếm Đồi Độc Lập do bị nã pháo đã tự ý bỏ nhiệm vụ khi mới tiến được nửa đường.
Đài Tiếng nói Việt Nam nhận định: "Quân đội "Quốc gia Việt Nam" của Bảo Đại là để bảo vệ nền thống trị của người Pháp ở Đông Dương. Viên tướng tư lệnh Phạm Văn Phú, kẻ đã bại trận thảm hại tại chiến trường Tây Nguyên năm 1975, cũng từng là lính Việt chiến đấu hăng hái bên các chiến hữu Pháp tại Điện Biên Phủ năm 1954. Tại Điện Biên, ông Phạm Văn Phú khi đó đã si mê hát Quốc ca Pháp, hô hào các binh sĩ ngụy khác đánh trả quân đội Việt Minh của tướng Võ Nguyên Giáp".
Edmund A. Gullion, Bí thư Cố vấn Pháp ở Sài Gòn (từ 1950) cho rằng: "Thật khó mà truyền được một tinh thần dân tộc hăng say vào một đội quân người bản xứ mà sĩ quan và hạ sĩ quan của họ đều là người Pháp da trắng... Các đơn vị Việt Nam đi hoạt động rất ít khi được người Pháp hỗ trợ... Có lẽ dấu hiệu có ý nghĩa nhất và cũng là đáng buồn nhất trong việc Pháp thiếu sót không tổ chức được quân đội Việt Nam thực sự độc lập và có thế chiến đấu theo cách của De Lattre hiểu, là ở Điện Biên Phủ đã vắng bóng mọi đơn vị chiến đấu Việt Nam. Đó là một cuộc trình diễn của Pháp". Tại Điện Biên Phủ, ngày 6/5/1954, người Việt chiếm gần 3% số sĩ quan, 16,2% số hạ sĩ quan, 39,2% số lính. Tuy nhiên quân đội Quốc gia Việt Nam có tinh thần chiến đấu thấp và có ít tiếng nói trong việc quyết định các vấn đề chiến thuật và chiến lược, và cũng có rất ít lý do để chiến đấu một cách mãnh liệt trong một cuộc chiến tranh của người Pháp.
Một trong những thành công của lực lượng Quốc gia là giữ yên vùng Bùi Chu cho đến năm 1954.

## Tập kết vào Nam
Sau Hiệp định Genève 1954, trong khi Quân đội Nhân dân Việt Nam của Việt Nam Dân chủ Cộng hòa ở trong Nam tập kết ra Bắc thì Quân đội Quốc gia Việt Nam ở miền Bắc, trừ một số giải ngũ, cùng quân Pháp di chuyển dần xuống Nam vĩ tuyến 17. Vào tháng 12 năm 1954 thì quân số trong Quân đội Quốc gia Việt Nam tổng cộng là 230.000 người, trong đó có 65.000 quân địa phương trợ lực cho 165.000 quân chính quy. Kể từ hiệp định này, họ không còn nằm dưới sự chỉ huy của Pháp.
Sang năm sau, tức năm 1955, Quân đội Quốc gia Việt Nam chuyển sang nằm dưới quyền chính phủ Đệ Nhất Cộng hòa Việt Nam của tổng thống Ngô Đình Diệm và trở thành hạt nhân của Quân đội Việt Nam Cộng hòa.

### Sách
- Archimedes L.A Patti (2008), Why Vietnam, Nhà xuất bản Đà Nẵng.
- Arthur J. Dommen (2002). The Indochinese Experience of the French and the Americans: Nationalism and Communism in Cambodia, Laos, and Vietnam. Indiana University Press. ISBN 9780253109255.
- Jean-Pierre Dannaud (1992). Fleuve rouge: roman. Editions de Fallois. ISBN 9782877061599.
- Maria Romo-Navarrete (2009). Pierre Mendès France: héritage colonial et indépendances. PUPS, Presses de l'université Paris-Sorbonne. ISBN 9782840506492.
- Pierre Montagnon (1997). Histoire de l'Armée française: des milices royales à l'armée de métier. Pygmalion/G. Watelet. ISBN 9782857045205.
- Schweizerische Offiziersgesellschaft (1950). Revue militaire suisse, Tập 95. Association de la Revue militaire suisse.
- Simonne de Lattre (1971). Jean de Lattre, mon mari: 8 mai 1945-11 janvier 1952. Presses de la Cité.
- Spencer C. Tucker (2000). Encyclopedia of the Vietnam War: A Political, Social, and Military History. ABC-CLIO. ISBN 9781576070406.
- Indochine, alerte à l'histoire: ni opprobre, ni oubli. Académie des sciences d'outre-mer. 1985.
- La revue française de l'élite européenne. 1952.

### Tạp chí
- Cercle de culture et de recherches laotiennes (2002). "Péninsule, Số phát hành 44-45". Cercle de culture et de recherches laotiennes. {{Chú thích tạp chí}}: Chú thích magazine cần |magazine= (trợ giúp)
- "Indochine, sud-est asiatique, Số phát hành 14-24". Société asiatique déditions. 1953. {{Chú thích tạp chí}}: Chú thích magazine cần |magazine= (trợ giúp)